# Klenovîi
Klenovîi (în ucraineană Кленовий) este o așezare de tip urban din orașul regional Rovenkî, regiunea Luhansk, Ucraina. În afara localității principale, mai cuprinde și satul Korobkîne.

## Demografie
Componența lingvistică a așezării de tip urban Klenovîi
     Rusă (85,43%)
     Ucraineană (14,39%)
     Alte limbi (0,09%)
Conform recensământului din 2001, majoritatea populației așezării de tip urban Klenovîi era vorbitoare de rusă (85,43%), existând în minoritate și vorbitori de ucraineană (14,39%).